# Уильямс, Джордан
Джордан Уильямс (англ. Jordan Williams; родился 11 октября 1990 года) — американский профессиональный баскетболист, выступавший в Национальной баскетбольной ассоциации. Играл на позиции тяжёлого форварда.

## Студенческая карьера
Джордан Уильямс окончил общественную школу в Торрингтоне в округе Литчфилд штат Коннектикут. Затем поступил в Мэрилендский университет в Колледж-Парке, где играл два сезона за баскетбольную команду.
В сезоне 2009/2010 он сыграл 33 матча. В них Джордан Уильямс проводил в среднем на площадке 24,8 минуты, набирал в среднем 9,6 очков, делал в среднем 8,6 подборов, а также в среднем 0,7 перехвата и 1,0 блок-шот, допускал 0,9 потери, отдавал в среднем 0,2 передачи.
В сезоне 2010/2011 он сыграл 33 матча. В них Джордан Уильямс проводил в среднем на площадке 32,5 минуты, набирал в среднем 16,9 очков, делал в среднем 11,8 подборов, а также в среднем 0,7 перехвата и 1,4 блок-шота, допускал 1,6 потери, отдавал в среднем 0,6 передачи.

## Карьера в НБА
Джордан Уильямс был выбран под тридцать шестым номером на драфте НБА 2011 года «Нью-Джерси Нетс».
11 июля 2012 года Уильямс вместе с Энтони Морроу, Жоаном Петро, Дешоном Стивенсоном и Джорданом Фармаром был обменян в «Хоукс» на Джо Джонсона.

## Статистика в НБА
| Сезон                                                                                    | Команда    | Регулярный сезон | Регулярный сезон | Регулярный сезон | Регулярный сезон | Регулярный сезон | Регулярный сезон | Регулярный сезон | Регулярный сезон | Регулярный сезон | Регулярный сезон | Регулярный сезон | Серия плей-офф | Серия плей-офф | Серия плей-офф | Серия плей-офф | Серия плей-офф | Серия плей-офф | Серия плей-офф | Серия плей-офф | Серия плей-офф | Серия плей-офф | Серия плей-офф |
| Сезон                                                                                    | Команда    | GP               | GS               | MPG              | FG%              | 3P%              | FT%              | RPG              | APG              | SPG              | BPG              | PPG              | GP             | GS             | MPG            | FG%            | 3P%            | FT%            | RPG            | APG            | SPG            | BPG            | PPG            |
| ---------------------------------------------------------------------------------------- | ---------- | ---------------- | ---------------- | ---------------- | ---------------- | ---------------- | ---------------- | ---------------- | ---------------- | ---------------- | ---------------- | ---------------- | -------------- | -------------- | -------------- | -------------- | -------------- | -------------- | -------------- | -------------- | -------------- | -------------- | -------------- |
| 2011/12                                                                                  | Нью-Джерси | 43               | 5                | 14,8             | 50,7             | 0,0              | 65,2             | 3,6              | 0,3              | 0,5              | 0,3              | 4,6              | Не участвовал  | Не участвовал  | Не участвовал  | Не участвовал  | Не участвовал  | Не участвовал  | Не участвовал  | Не участвовал  | Не участвовал  | Не участвовал  | Не участвовал  |
|                                                                                          | Всего      | 43               | 5                | 14,8             | 50,7             | 0,0              | 65,2             | 3,6              | 0,3              | 0,5              | 0,3              | 4,6              | Не участвовал  | Не участвовал  | Не участвовал  | Не участвовал  | Не участвовал  | Не участвовал  | Не участвовал  | Не участвовал  | Не участвовал  | Не участвовал  | Не участвовал  |
| Наведите курсор мыши на аббревиатуры в заголовке таблицы, чтобы прочесть их расшифровку. |            |                  |                  |                  |                  |                  |                  |                  |                  |                  |                  |                  |                |                |                |                |                |                |                |                |                |                |                |